# Zaleptus subcupreus
Zaleptus subcupreus is een hooiwagen uit de familie Sclerosomatidae.